# Protesilaus embrikstrandi
Protesilaus embrikstrandi is een vlinder uit de familie van de pages (Papilionidae). De wetenschappelijke naam van de soort is voor het eerst geldig gepubliceerd in 1936 door Romualdo Ferreira d'Almeida. Deze naam wordt wel beschouwd als een synoniem van Protesilaus protesilaus.